# Holcocera paradoxa
Holcocera paradoxa é uma espécie de mariposa do gênero Holcocera pertencente à família Coleophoridae.